# Basketball-Europameisterschaft 2001
Die Basketball-Europameisterschaft 2001 der Herren, offiziell Eurobasket 2001, fand vom 31. August bis 9. September 2001 in der Türkei statt. Es waren die 32. Europameisterschaften. Europameister wurde Jugoslawien (bzw. Serbien und Montenegro). Silber ging an Gastgeber Türkei und Spanien gewann die Bronzemedaille. Deutschland wurde Vierter.
Bei der Basketball-Europameisterschaft handelt es sich um einen alle zwei Jahre ausgetragenen Basketballwettbewerb zwischen europäischen Nationalmannschaften, der durch die in München ansässige FIBA Europa, dem Europäischen Basketballverband, organisiert wird.

## Qualifikation
Insgesamt nahmen 16 Mannschaften an dem Turnier teil, die sich auf unterschiedliche Weise für das Turnier qualifizierten:
- Die Türkei war als Gastgeber automatisch qualifiziert.
- Die sieben bestplatzierten Nationalmannschaften bei der EM 1999 aus Italien (Europameister), Spanien (Zweiter), Jugoslawien (Dritter), Frankreich (Vierter), Litauen (Fünfter), Russland (Sechster) und Deutschland (Siebter) waren ebenfalls qualifiziert.
- 8 Teilnehmer wurden über drei Qualifikationsrunden ermittelt.

## Austragungsorte

### Ankara
In Ankaras ASKI Sport Halle fanden die Vorrundenspiele der Gruppen A und B statt. Das Stadion bietet Platz für 8.000 Zuschauer.

### Antalya
In Antalyas Expo Center wurden die Vorrundenspiele der Gruppen C und D ausgetragen.

### Istanbul
In Istanbuls Abdi İpekçi Arena wurden die Spiele ab dem Viertelfinale bestritten. Das damals größte türkische Stadion hat eine Kapazität von 11.500 Sitzen.

## Vorrunde
In der Vorrunde spielten jeweils vier Mannschaften in vier Gruppen gegeneinander. Der Sieger eines Spiels erhielt zwei Punkte, der Verlierer einen Punkt. Stand ein Spiel am Ende der regulären Spielzeit unentschieden, so gab es Verlängerung.

### Gruppe A –Ankara
| Spiel | Datum      | Team 1     | Team 2     | Ergebnis | 1. V. | 2. V. | 3. V. | 4. V. | Verl. |
| ----- | ---------- | ---------- | ---------- | -------- | ----- | ----- | ----- | ----- | ----- |
| A1    | 31.08.2001 | Ukraine    | Litauen    | 60:82    | 18:21 | 13:14 | 08:18 | 21:29 | –     |
| A2    | 31.08.2001 | Israel     | Frankreich | 71:77    | 12:18 | 16:16 | 16:15 | 18:13 | 09:15 |
| A3    | 01.09.2001 | Frankreich | Ukraine    | 86:89    | 15:15 | 26:19 | 15:30 | 30:25 | –     |
| A4    | 01.09.2001 | Litauen    | Israel     | 68:59    | 18:04 | 09:22 | 23:21 | 18:12 | –     |
| A5    | 02.09.2001 | Ukraine    | Israel     | 65:88    | 20:21 | 13:22 | 17:23 | 15:22 | –     |
| A6    | 02.09.2001 | Frankreich | Litauen    | 76:65    | 27:20 | 20:10 | 14:17 | 15:18 | –     |

| Platz | Team       | Spiele | Siege | Niederl. | Punkte | Körbe   | Diff | qualifiziert für  |
| ----- | ---------- | ------ | ----- | -------- | ------ | ------- | ---- | ----------------- |
| 1     | Frankreich | 3      | 2     | 1        | 5      | 239:225 | +14  | Viertelfinale     |
| 2     | Litauen    | 3      | 2     | 1        | 5      | 215:195 | +20  | Elimination Round |
| 3     | Israel     | 3      | 1     | 2        | 4      | 218:210 | +08  | Elimination Round |
| 4     | Ukraine    | 3      | 1     | 2        | 4      | 214:256 | −42  |                   |

### Gruppe B –Ankara
| Spiel | Datum      | Team 1    | Team 2    | Ergebnis | 1. V. | 2. V. | 3. V. | 4. V. | Verl. |
| ----- | ---------- | --------- | --------- | -------- | ----- | ----- | ----- | ----- | ----- |
| B1    | 31.08.2001 | Lettland  | Türkei    | 082:85   | 14:17 | 28:20 | 22:30 | 18:18 | –     |
| B2    | 31.08.2001 | Slowenien | Spanien   | 061:85   | 15:25 | 14:21 | 18:25 | 14:14 | –     |
| B3    | 01.09.2001 | Türkei    | Slowenien | 057:71   | 18:15 | 13:13 | 13:19 | 13:24 | –     |
| B4    | 01.09.2001 | Spanien   | Lettland  | 106:77   | 23:21 | 27:21 | 30:15 | 26:20 | –     |
| B5    | 02.09.2001 | Lettland  | Slowenien | 099:93   | 26:29 | 22:14 | 17:25 | 18:15 | 16:10 |
| B6    | 02.09.2001 | Spanien   | Türkei    | 079:84   | 14:26 | 28:22 | 13:22 | 24:14 | –     |

| Platz | Team      | Spiele | Siege | Niederl. | Punkte | Körbe   | Diff | qualifiziert für  |
| ----- | --------- | ------ | ----- | -------- | ------ | ------- | ---- | ----------------- |
| 1     | Türkei    | 3      | 2     | 1        | 5      | 226:232 | −06  | Viertelfinale     |
| 2     | Spanien   | 3      | 2     | 1        | 5      | 270:222 | +48  | Elimination Round |
| 3     | Lettland  | 3      | 1     | 2        | 4      | 258:284 | −26  | Elimination Round |
| 4     | Slowenien | 3      | 1     | 2        | 4      | 225:241 | −16  |                   |

### Gruppe C –Antalya
| Spiel | Datum      | Team 1      | Team 2      | Ergebnis | 1. V. | 2. V. | 3. V. | 4. V. | Verl. |
| ----- | ---------- | ----------- | ----------- | -------- | ----- | ----- | ----- | ----- | ----- |
| C1    | 31.08.2001 | Estland     | Deutschland | 071:92   | 18:19 | 22:26 | 14:25 | 17:22 | –     |
| C2    | 31.08.2001 | Kroatien    | Jugoslawien | 066:80   | 20:26 | 15:17 | 20:18 | 11:19 | –     |
| C3    | 01.09.2001 | Jugoslawien | Estland     | 113:58   | 33:18 | 21:15 | 34:10 | 25:15 | –     |
| C4    | 01.09.2001 | Deutschland | Kroatien    | 098:88   | 25:19 | 23:25 | 24:17 | 26:27 | –     |
| C5    | 02.09.2001 | Estland     | Kroatien    | 069:81   | 10:21 | 23:22 | 14:17 | 22:21 | –     |
| C6    | 02.09.2001 | Jugoslawien | Deutschland | 086:73   | 22:13 | 19:13 | 17:28 | 28:19 | –     |

| Platz | Team           | Spiele | Siege | Niederl. | Punkte | Körbe   | Diff | qualifiziert für  |
| ----- | -------------- | ------ | ----- | -------- | ------ | ------- | ---- | ----------------- |
| 1     | BR Jugoslawien | 3      | 3     | 0        | 6      | 279:197 | +82  | Viertelfinale     |
| 2     | Deutschland    | 3      | 2     | 1        | 5      | 263:245 | +18  | Elimination Round |
| 3     | Kroatien       | 3      | 1     | 2        | 4      | 235:247 | −12  | Elimination Round |
| 4     | Estland        | 3      | 0     | 3        | 3      | 198:286 | −88  |                   |

### Gruppe D –Antalya
| Spiel | Datum      | Team 1                  | Team 2                  | Ergebnis | 1. V. | 2. V. | 3. V. | 4. V. | Verl. |
| ----- | ---------- | ----------------------- | ----------------------- | -------- | ----- | ----- | ----- | ----- | ----- |
| D1    | 31.08.2001 | Bosnien und Herzegowina | Russland                | 063:083  | 17:25 | 19:25 | 14:18 | 13:15 | –     |
| D2    | 31.08.2001 | Griechenland            | Italien                 | 083:082  | 24:25 | 18:17 | 23:20 | 18:20 | –     |
| D3    | 01.09.2001 | Italien                 | Bosnien und Herzegowina | 096:066  | 35:12 | 18:24 | 26:13 | 17:17 | –     |
| D4    | 01.09.2001 | Russland                | Griechenland            | 106:081  | 37:26 | 19:15 | 27:23 | 23:17 | –     |
| D5    | 02.09.2001 | Italien                 | Russland                | 064:058  | 15:13 | 16:11 | 21:18 | 12:16 | –     |
| D6    | 02.09.2001 | Bosnien und Herzegowina | Griechenland            | 077:101  | 21:21 | 23:18 | 10:29 | 23:33 | –     |

| Platz | Team                    | Spiele | Siege | Niederl. | Punkte | Körbe   | Diff | qualifiziert für  |
| ----- | ----------------------- | ------ | ----- | -------- | ------ | ------- | ---- | ----------------- |
| 1     | Russland                | 3      | 2     | 1        | 5      | 247:208 | +39  | Viertelfinale     |
| 2     | Italien                 | 3      | 2     | 1        | 5      | 242:207 | +35  | Elimination Round |
| 3     | Griechenland            | 3      | 2     | 1        | 5      | 265:265 | ±0   | Elimination Round |
| 4     | Bosnien und Herzegowina | 3      | 0     | 3        | 3      | 206:280 | −75  |                   |

## Finalrunden

### Modus
Nach der Vorrunde qualifizierte sich das jeweils erste Team einer Gruppe direkt für das Viertelfinale. Die zweitplatzierten jeder Gruppe mussten mit einem drittplatzierten einer anderen Gruppe um einen Platz im Viertelfinale spielen.
Anschließend trafen sowohl die Sieger der Viertelfinals im Halbfinale aufeinander, als auch die Verlierer im „kleinen Halbfinale“. Die Sieger der Halbfinalspiele trafen im Finale aufeinander, die Verlierer im Spiel um Platz 3. Die Sieger des „kleinen Halbfinales“ spielten um Platz 5, die Verlierer um Platz 7.

### Elimination Round
| Spiel | Datum      | Team 1      | Team 2       | Ergebnis | 1. V. | 2. V. | 3. V. | 4. V. | Verl. |
| ----- | ---------- | ----------- | ------------ | -------- | ----- | ----- | ----- | ----- | ----- |
| 25    | 03.09.2001 | Litauen     | Lettland     | 76:94    | 20:20 | 15:25 | 17:21 | 24:28 | –     |
| 26    | 03.09.2001 | Italien     | Kroatien     | 57:65    | 15:14 | 11:16 | 18:18 | 13:17 | –     |
| 27    | 03.09.2001 | Spanien     | Israel       | 71:67    | 10:11 | 27:19 | 16:24 | 18:13 | –     |
| 28    | 03.09.2001 | Deutschland | Griechenland | 80:75    | 10:29 | 21:18 | 22:11 | 27:17 | –     |

### Turnierbaum
Alle Zeiten sind Mitteleuropäische Sommerzeit (MESZ)
|  | Viertelfinale           | Viertelfinale           |                         |                         | Halbfinale              | Halbfinale |  |  | Finale                  | Finale                  |
|  |                         |                         |                         |                         |                         |            |  |  |                         |                         |
|  | 29 – 05.09.2001 – 19:00 |                         |                         |                         |                         |            |  |  |                         |                         |
|  | Türkei                  | 87                      |                         |                         |                         |            |  |  |                         |                         |
|  | Türkei                  | 87                      | 35 – 08.09.2001 – 19:00 |                         |                         |            |  |  |                         |                         |
|  | Kroatien                | 85                      |                         |                         |                         |            |  |  |                         |                         |
|  | Kroatien                | 85                      | Deutschland             | 78                      |                         |            |  |  |                         |                         |
|  |                         |                         | Deutschland             | 78                      |                         |            |  |  |                         |                         |
|  |                         | Türkei                  | 79                      |                         |                         |            |  |  |                         |                         |
|  | Frankreich              | Türkei                  | 79                      | 77                      |                         |            |  |  |                         |                         |
|  | Frankreich              |                         |                         | 77                      |                         |            |  |  |                         |                         |
|  | Deutschland             | 81                      |                         | 40 – 09.09.2001 – 21:15 | 40 – 09.09.2001 – 21:15 |            |  |  |                         |                         |
|  | 30 – 05.09.2001 – 21:15 | 30 – 05.09.2001 – 21:15 | Türkei                  | 69                      |                         |            |  |  |                         |                         |
|  | 31 – 06.09.2001 – 19:00 | 31 – 06.09.2001 – 19:00 |                         | BR Jugoslawien          | 78                      |            |  |  |                         |                         |
|  | BR Jugoslawien          | 114                     |                         |                         |                         |            |  |  |                         |                         |
|  | Lettland                | 78                      |                         |                         |                         |            |  |  |                         |                         |
|  | Lettland                | 78                      | BR Jugoslawien          | 78                      |                         |            |  |  |                         |                         |
|  |                         |                         | BR Jugoslawien          | 78                      | Spiel um Platz 3        |            |  |  |                         |                         |
|  |                         | Spanien                 | 65                      |                         |                         |            |  |  |                         |                         |
|  | Russland                | Spanien                 | 65                      | 55                      | Deutschland             | 90         |  |  |                         |                         |
|  | Russland                | 36 – 08.09.2001 – 21:15 |                         | 55                      | Deutschland             | 90         |  |  |                         |                         |
|  | Spanien                 | 62                      |                         | Spanien                 | 99                      |            |  |  |                         |                         |
|  | Spanien                 | 62                      |                         |                         | 99                      |            |  |  |                         |                         |
|  | 32 – 06.09.2001 – 21:15 | 32 – 06.09.2001 – 21:15 |                         |                         |                         |            |  |  | 39 – 09.09.2001 – 19:00 | 39 – 09.09.2001 – 19:00 |

#### Plätze 5 bis 8
|  | Kleines Halbfinale      | Kleines Halbfinale      |                         |    | Finalrunden 5.–8. Platz | Finalrunden 5.–8. Platz |
|  |                         |                         |                         |    |                         |                         |
|  | Frankreich              | 90                      |                         |    |                         |                         |
|  | Kroatien                | 79                      |                         |    |                         |                         |
|  | 33 – 07.09.2001 – 19:00 |                         |                         |    |                         |                         |
|  |                         |                         | 38 – 09.09.2001 – 14:30 |    |                         |                         |
|  | Frankreich              | 73                      |                         |    |                         |                         |
|  |                         | Russland                | 78                      |    |                         |                         |
|  |                         |                         |                         |    |                         |                         |
|  | 7. und 8. Platz         |                         |                         |    |                         |                         |
|  | 34 – 07.09.2001 – 21:15 | 34 – 07.09.2001 – 21:15 | Kroatien                | 93 |                         |                         |
|  | Lettland                | 81                      | Lettland                | 91 |                         |                         |
|  | Russland                | 99                      |                         |    | 37 – 09.09.2001 – 16:45 | 37 – 09.09.2001 – 16:45 |

### Viertelfinale
| Spiel | Datum      | Team 1         | Team 2      | Ergebnis | 1. V. | 2. V. | 3. V. | 4. V. | Verl. |
| ----- | ---------- | -------------- | ----------- | -------- | ----- | ----- | ----- | ----- | ----- |
| 29    | 05.09.2001 | Türkei         | Kroatien    | 087:85   | 10:19 | 18:25 | 20:13 | 25:16 | 14:12 |
| 30    | 05.09.2001 | Frankreich     | Deutschland | 077:81   | 17:12 | 24:23 | 8:25  | 28:21 | –     |
| 31    | 06.09.2001 | BR Jugoslawien | Lettland    | 114:78   | 37:13 | 29:27 | 25:21 | 23:17 | –     |
| 32    | 06.09.2001 | Russland       | Spanien     | 055:62   | 13:07 | 15:16 | 15:20 | 12:19 | –     |

### Kleines Halbfinale
| Spiel | Datum      | Team 1     | Team 2   | Ergebnis | 1. V. | 2. V. | 3. V. | 4. V. | Verl. |
| ----- | ---------- | ---------- | -------- | -------- | ----- | ----- | ----- | ----- | ----- |
| 33    | 07.09.2001 | Frankreich | Kroatien | 90:79    | 21:23 | 22:23 | 28:15 | 19:18 | –     |
| 34    | 07.09.2001 | Lettland   | Russland | 81:99    | 18:31 | 21:32 | 20:17 | 22:19 | –     |

### Halbfinale
| Spiel | Datum      | Team 1         | Team 2  | Ergebnis | 1. V. | 2. V. | 3. V. | 4. V. | Verl. |
| ----- | ---------- | -------------- | ------- | -------- | ----- | ----- | ----- | ----- | ----- |
| 35    | 08.09.2001 | Deutschland    | Türkei  | 78:79    | 20:19 | 21:22 | 15:16 | 14:13 | 8:9   |
| 36    | 08.09.2001 | BR Jugoslawien | Spanien | 78:65    | 18:21 | 18:18 | 21:12 | 21:14 | –     |

### Spiel um Platz 7
| Spiel | Datum      | Team 1   | Team 2   | Ergebnis | 1. V. | 2. V. | 3. V. | 4. V. | Verl. |
| ----- | ---------- | -------- | -------- | -------- | ----- | ----- | ----- | ----- | ----- |
| 37    | 09.09.2001 | Kroatien | Lettland | 93:91    | 15:24 | 24:22 | 32:21 | 22:24 | –     |

### Spiel um Platz 5
| Spiel | Datum      | Team 1     | Team 2   | Ergebnis | 1. V. | 2. V. | 3. V. | 4. V. | Verl. |
| ----- | ---------- | ---------- | -------- | -------- | ----- | ----- | ----- | ----- | ----- |
| 38    | 09.09.2001 | Frankreich | Russland | 73:78    | 19:25 | 17:15 | 18:14 | 19:24 | –     |

### Spiel um Platz 3
| Spiel | Datum      | Team 1      | Team 2  | Ergebnis | 1. V. | 2. V. | 3. V. | 4. V. | Verl. |
| ----- | ---------- | ----------- | ------- | -------- | ----- | ----- | ----- | ----- | ----- |
| 39    | 09.09.2001 | Deutschland | Spanien | 90:99    | 22:24 | 20:35 | 21:17 | 27:23 | –     |

### Finale
| Spiel | Datum      | Team 1 | Team 2         | Ergebnis | 1. V. | 2. V. | 3. V. | 4. V. | Verl. |
| ----- | ---------- | ------ | -------------- | -------- | ----- | ----- | ----- | ----- | ----- |
| 40    | 09.09.2001 | Türkei | BR Jugoslawien | 69:78    | 22:15 | 18:23 | 17:20 | 12:20 | –     |

## Endstände
| Rang                                   | Team                    | Siege : Niederl. | Korbverhältnis |
| -------------------------------------- | ----------------------- | ---------------- | -------------- |
| 1                                      | BR Jugoslawien          | 6 : 0            | 1,3423         |
| 2                                      | Türkei                  | 4 : 2            | 0,9746         |
| 3                                      | Spanien                 | 5 : 2            | 1,1074         |
| 4                                      | Deutschland             | 4 : 3            | 1,0296         |
| 5                                      | Russland                | 4 : 2            | 1,1297         |
| 6                                      | Frankreich              | 3 : 3            | 1,0346         |
| 7                                      | Kroatien                | 3 : 4            | 0,9738         |
| 8                                      | Lettland                | 2 : 5            | 0,9039         |
| In der Elimination Round ausgeschieden |                         |                  |                |
| 9                                      | Griechenland            | 2 : 2            | 0,9855         |
| 10                                     | Israel                  | 1 : 3            | 1,0142         |
| 11                                     | Italien                 | 2 : 2            | 1,0993         |
| 12                                     | Litauen                 | 2 : 2            | 1,0069         |
| Nach der Vorrunde ausgeschieden        |                         |                  |                |
| 13                                     | Bosnien und Herzegowina | 0 : 3            | 0,7357         |
| 14                                     | Estland                 | 0 : 3            | 0,6923         |
| 15                                     | Slowenien               | 1 : 2            | 0,9336         |
| 16                                     | Ukraine                 | 1 : 2            | 0,8359         |

## Ehrungen
Zum besten Spieler des Turniers (MVP) wurde der Serbe Peja Stojaković gewählt. In insgesamt sechs Spielen erzielte Stojaković durchschnittlich 23 Punkte, 3,5 Rebounds, 1 Assist und 0 Blocks pro Partie. Er hatte eine Trefferquote von 60,5 % (49 von 81) aus dem Feld und 78,6 % (22 von 28) von der Freiwurflinie.
Ins All-Tournament-Team wurden neben Stojaković dessen Teamkollege Dejan Bodiroga, der Türke İbrahim Kutluay, Deutschlands Dirk Nowitzki sowie Pau Gasol aus Spanien gewählt.

## Statistiken

### Meiste Punkte
| Spieler         | Nationalität   | Punkte |
| --------------- | -------------- | ------ |
| Dirk Nowitzki   | Deutschland    | 201    |
| Peja Stojaković | BR Jugoslawien | 138    |
| Kaspars Kambala | Lettland       | 133    |
| İbrahim Kutluay | Türkei         | 130    |
| Pau Gasol       | Spanien        | 121    |

### Meiste Punkte pro Spiel
| Spieler          | Nationalität   | Punkte |
| ---------------- | -------------- | ------ |
| Dirk Nowitzki    | Deutschland    | 28,7   |
| Peja Stojaković  | BR Jugoslawien | 23,0   |
| İbrahim Kutluay  | Türkei         | 21,7   |
| Andrei Kirilenko | Russland       | 19,2   |
| Kaspars Kambala  | Lettland       | 19,0   |

### Meiste Rebounds pro Spiel
| Spieler          | Nationalität | Punkte |
| ---------------- | ------------ | ------ |
| Pau Gasol        | Spanien      | 9,7    |
| Hüseyin Beşok    | Türkei       | 9,2    |
| Dirk Nowitzki    | Deutschland  | 9,1    |
| Kaspars Kambala  | Lettland     | 9,0    |
| Andrei Kirilenko | Russland     | 8,7    |

### Meiste Assists pro Spiel
| Spieler              | Nationalität | Punkte |
| -------------------- | ------------ | ------ |
| Raimonds Miglinieks  | Lettland     | 7,3    |
| Laurent Sciarra      | Frankreich   | 5,3    |
| Theodoros Papaloukas | Griechenland | 5,0    |
| Šarūnas Jasikevičius | Litauen      | 4,8    |
| Andrea Meneghin      | Italien      | 4,8    |

## Die deutsche Mannschaft
Die deutsche Mannschaft bestand aus Stephen Arigbabu, Shawn Bradley, Mithat Demirel, Patrick Femerling, Robert Garrett, Nino Garris, Dirk Nowitzki, Ademola Okulaja, Stipo Papic, Marko Pesic, Drazan Tomic und Marvin Willoughby; Coach war Henrik Dettmann.